# Montenegros bidrag i Eurovision Song Contest

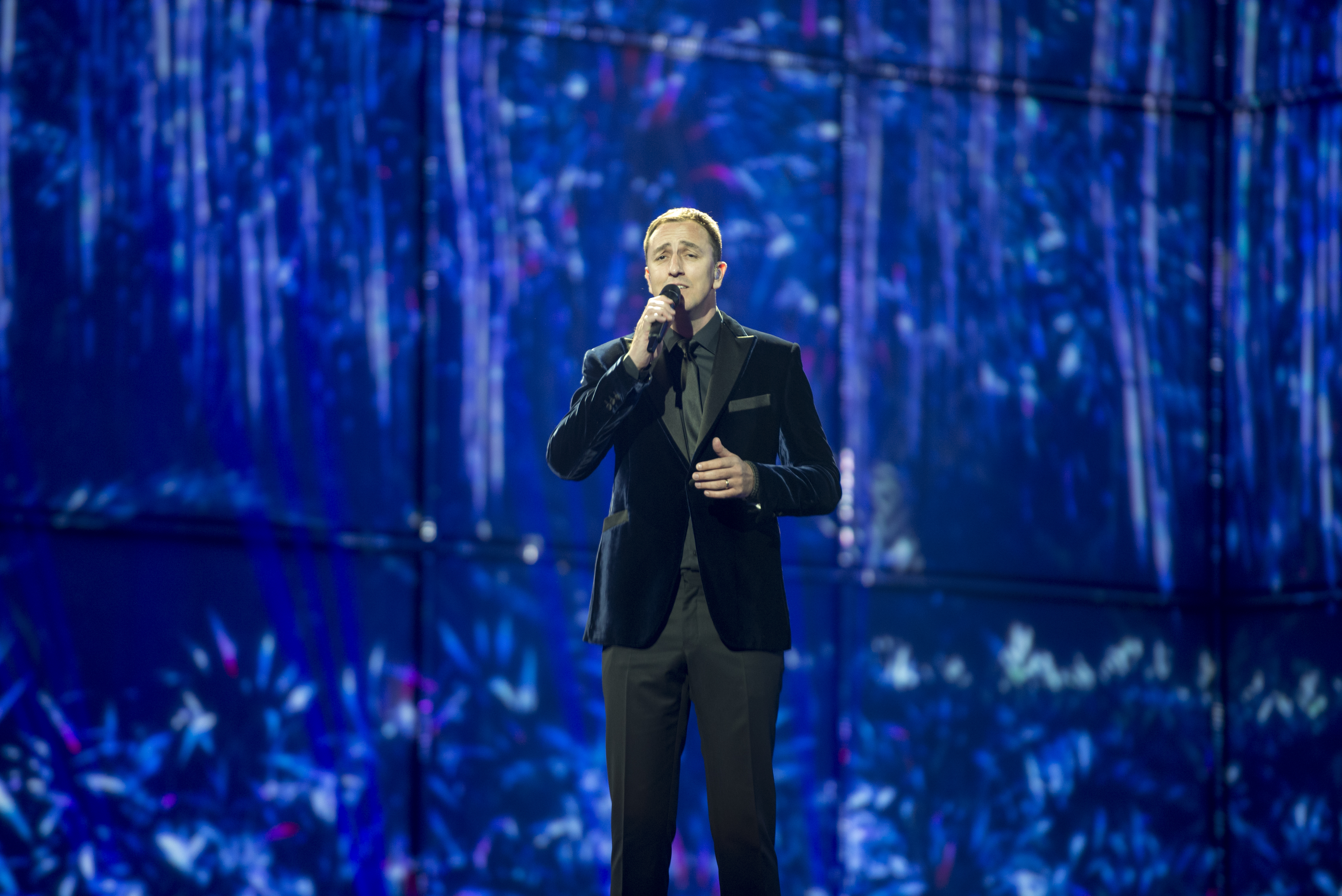
Sergej Ćetković i Köpenhamn (2014).

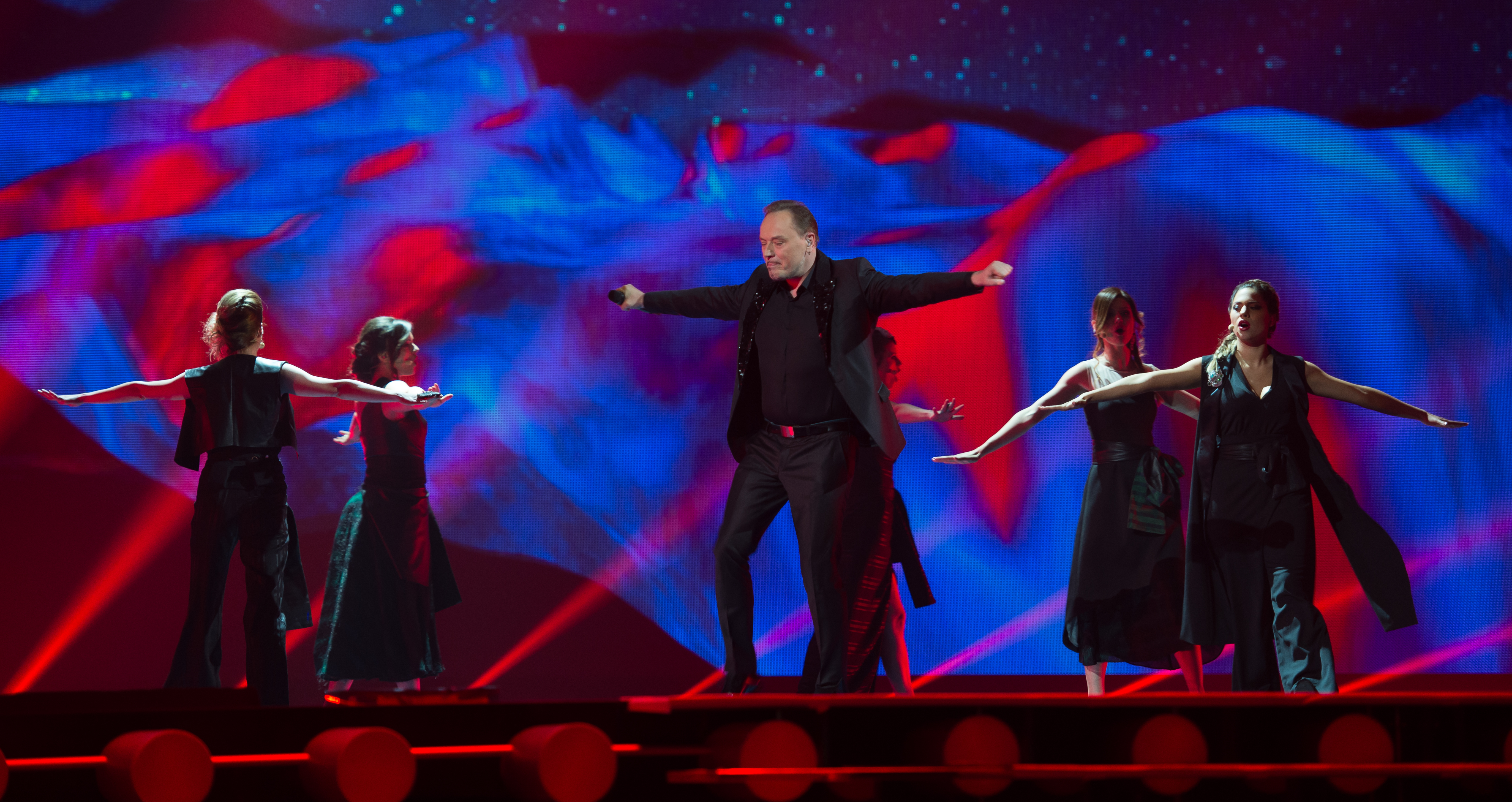
Knez i Wien (2015).

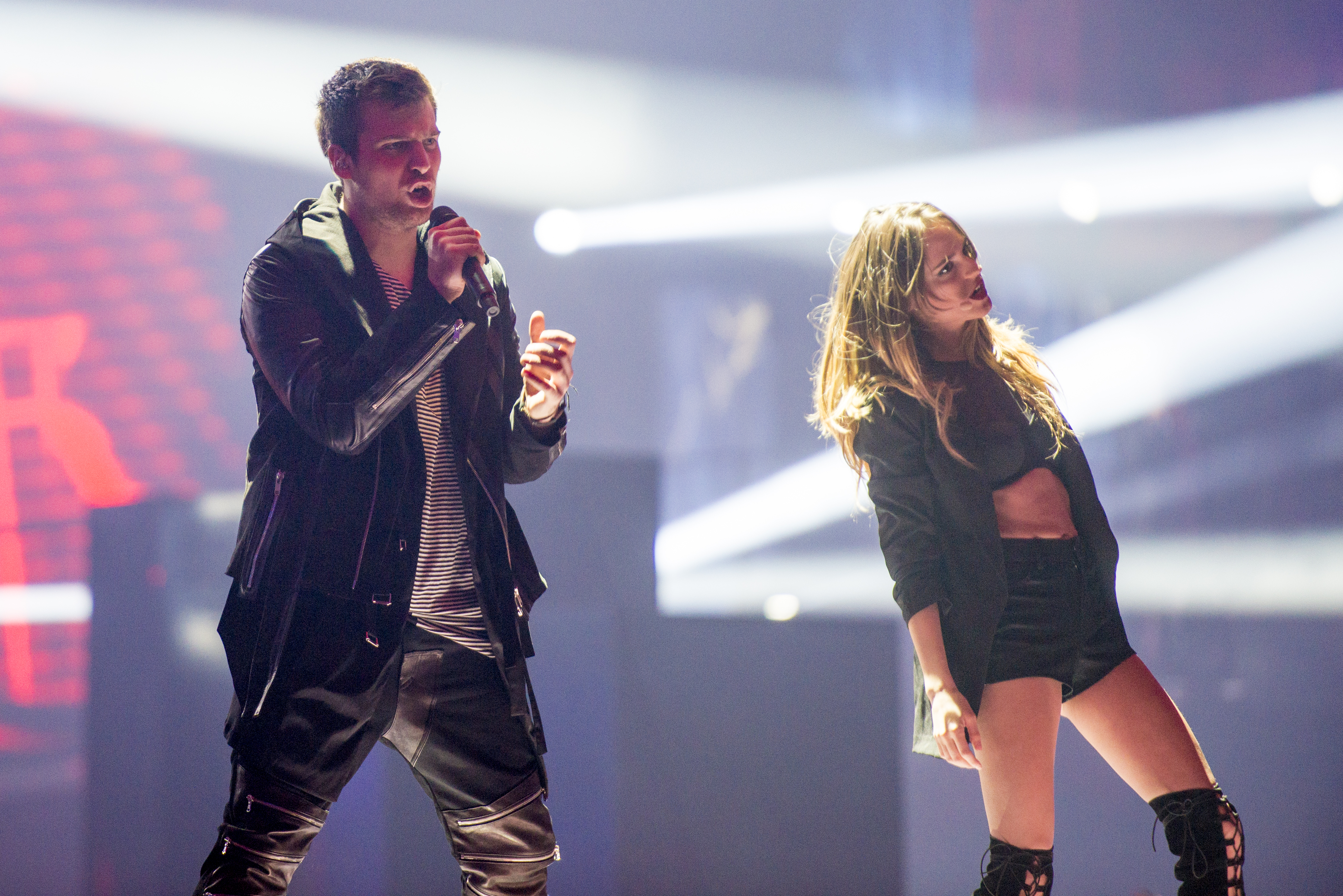
Highway i Stockholm (2016).

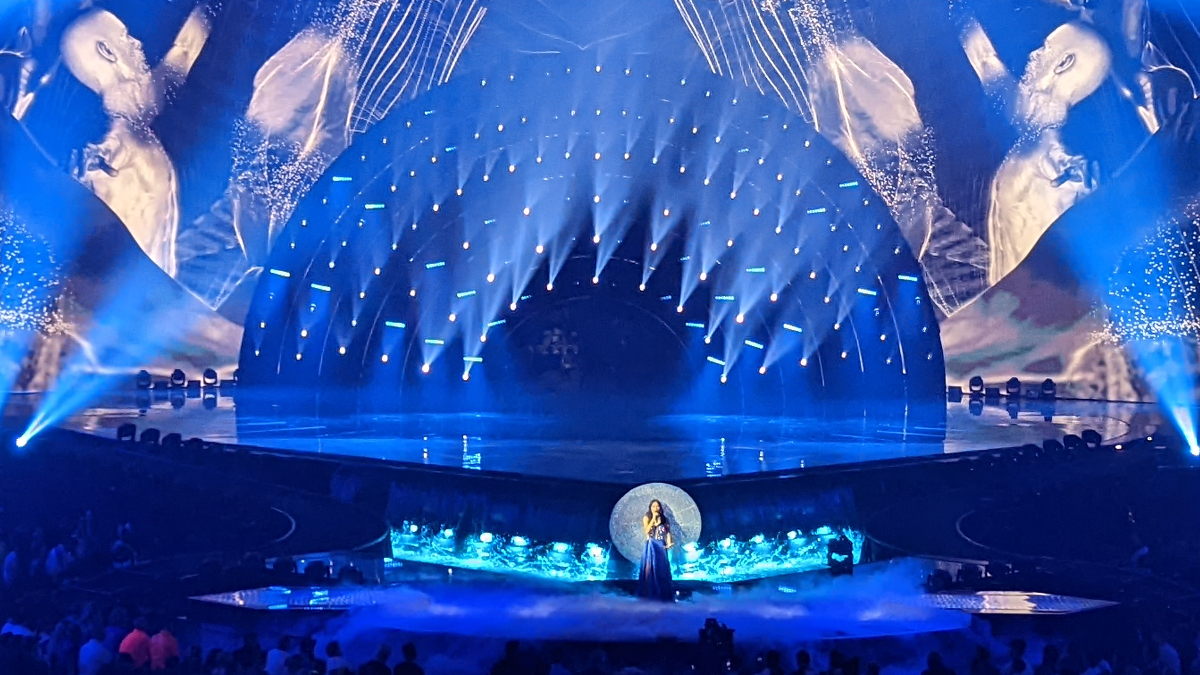
Vladana i Turin (2022).

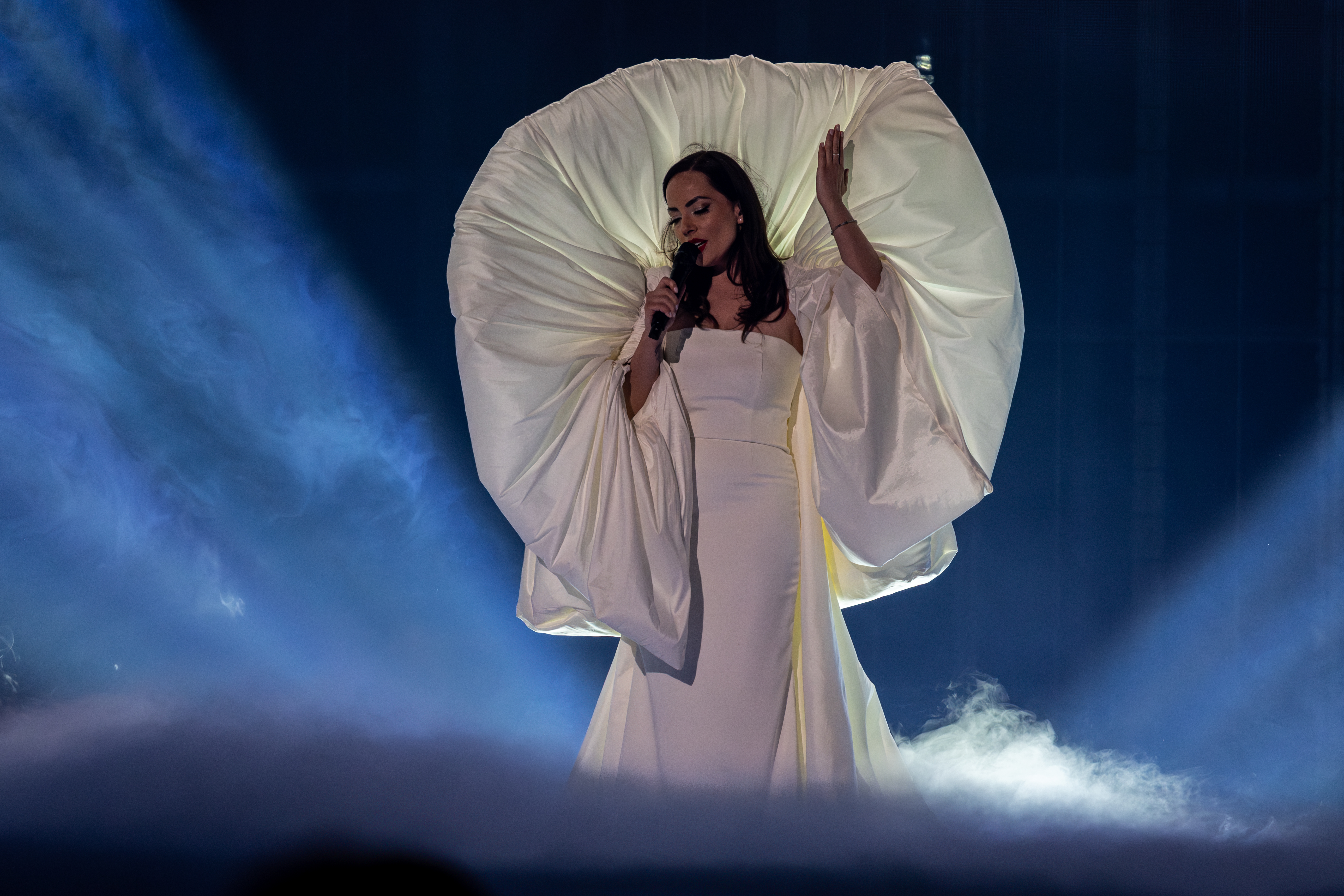
Nina Žižić i Basel (2025).

Montenegro debuterade i Eurovision Song Contest 2007 och har till och med 2025 deltagit 13 gånger. Det montenegrinska tv-bolaget Radio Televizija Crne Gore (RTCG) har varit ansvarig för Montenegros medverkan varje år sedan 2007. Montenegro ingick inom två landskonstellationer tidigare, först Jugoslavien, som deltog i tävlingen mellan 1961 och 1992, och senare Serbien och Montenegro från 2004 till 2006. 
Montenegro har hittills inte lyckats vinna tävlingen en enda gång. Som bäst nådde man trettondeplats i finalen 2015. Montenegro har på tolv försök bara nått finalen två gånger hittills sedan man debuterade 2007.

## Montenegro i Eurovision Song Contest

### Historia
Montenegro debuterade samtidigt som grannlandet Serbien 2007. På sina första tre försök nådde man aldrig finalen och slutade som bäst på elfteplats i semifinalen 2009. Montenegro hoppade av tävlingen 2010 på grund av ekonomiska skäl. Landet var redo att återvända 2011, men valde att dra sig ur igen. När landet återkom till tävlingen 2012 dröjde det två år tills landet skulle kvala sig till finalen. 2014 kvalade man sig till finalen för första gången i landets historia och slutade på nittondeplats i finalen. Året därpå gick det bättre, Montenegro kvalade sig till finalen igen och slutade på trettondeplats i landets bästa resultat hittills. Sedan dess har Montenegro misslyckats med att nå finalen. Åren 2020 och 2021 var Montenegro inte med i tävlingen på grund av ekonomiska problem. Landet återvände till tävlingen 2022, men misslyckades återigen med att nå finalen. Landet drog sig återigen ur tävlingarna 2023 och 2024, men återvände 2025.

### Nationell uttagningsform
Det första året man deltog i tävlingen valdes artist och bidrag ut genom den nationella finalen MontenegroSong. Året därpå valdes endast artisten ut via denna uttagning, medan bidraget valdes internt. Från 2009 fram till år 2017 valdes artist och bidrag internt inom RTCG. Åren 2018 och 2019 var Montevizija uttagningsformen, där fem artister med deras bidrag tävlade i den nationella finalen. 2022 valdes tävlingsbidraget ut internt av RTCG. Inför tävlingen 2025 arrangerade RTCG tävlingen Montesong för att välja ut sitt bidrag. 

## Resultattabell
| 1 | Vinnare                            |
| 2 | Andra plats                        |
| 3 | Tredje plats                       |
| ◁ | Sista plats                        |
| X | Ett bidrag valdes men tävlade inte |

| År                        | Artist               | Bidrag                                  | Språk          | Final              | Poäng              | Semi | Poäng |
| ------------------------- | -------------------- | --------------------------------------- | -------------- | ------------------ | ------------------ | ---- | ----- |
| 2007                      | Stevan Faddy         | "Ajde, kroči" ('Ајде, крочи)            | Montenegrinska | Kvalificerade inte | Kvalificerade inte | 22   | 33    |
| 2008                      | Stefan Filipović     | "Zauvijek volim te" (Заувијек волим те) | Montenegrinska | Kvalificerade inte | Kvalificerade inte | 14   | 23    |
| 2009                      | Andrea Demirović     | "Just Get Out of My Life"               | Engelska       | Kvalificerade inte | Kvalificerade inte | 11   | 44    |
| Deltog inte 2010 och 2011 |                      |                                         |                |                    |                    |      |       |
| 2012                      | Rambo Amadeus        | "Euro Neuro"                            | Engelska1      | Kvalificerade inte | Kvalificerade inte | 15   | 20    |
| 2013                      | Who See & Nina Žižić | "Igranka" (Игранка)                     | Montenegrinska | Kvalificerade inte | Kvalificerade inte | 12   | 41    |
| 2014                      | Sergej Ćetković      | "Moj Svijet" (Мој свијет)               | Montenegrinska | 19                 | 37                 | 7    | 63    |
| 2015                      | Knez                 | "Adio" (Адио)                           | Montenegrinska | 13                 | 44                 | 9    | 57    |
| 2016                      | Highway              | "The Real Thing"                        | Engelska       | Kvalificerade inte | Kvalificerade inte | 13   | 60    |
| 2017                      | Slavko Kalezić       | "Space"                                 | Engelska       | Kvalificerade inte | Kvalificerade inte | 16   | 56    |
| 2018                      | Vanja Radovanović    | "Inje" (Инје)                           | Montenegrinska | Kvalificerade inte | Kvalificerade inte | 16   | 40    |
| 2019                      | D mol                | "Heaven"                                | Engelska       | Kvalificerade inte | Kvalificerade inte | 16   | 46    |
| Deltog inte 2020 och 2021 |                      |                                         |                |                    |                    |      |       |
| 2022                      | Vladana              | "Breathe"                               | Engelska       | Kvalificerade inte | Kvalificerade inte | 17   | 33    |
| Deltog inte 2023 och 2024 |                      |                                         |                |                    |                    |      |       |
| 2025                      | Nina Žižić           | "Dobrodošli" (Добродошли)               | Montenegrinska | Kvalificerade inte | Kvalificerade inte | 16   | 12    |

1Innehåller några ord på montenegrinska och tyska.

## Röstningshistorik (2007–2018)
Källa: Eurovision Song Contest Database

### Montenegro hargivitmest poäng till...
| Endast finaler | Endast finaler | Endast finaler |
| Nr             | Land           | Poäng          |
| -------------- | -------------- | -------------- |
| 1              | Serbien        | 90             |
| 2              | Albanien       | 54             |
| 2              | Italien        | 54             |
| 4              | Ryssland       | 50             |
| 5              | Azerbajdzjan   | 43             |

| Finaler och semifinaler | Finaler och semifinaler | Finaler och semifinaler |
| Nr                      | Land                    | Poäng                   |
| ----------------------- | ----------------------- | ----------------------- |
| 1                       | Serbien                 | 136                     |
| 2                       | Albanien                | 106                     |
| 3                       | Ryssland                | 103                     |
| 4                       | Azerbajdzjan            | 85                      |
| 5                       | Slovenien               | 78                      |

### Montenegro harmottagitflest poäng från...
| Endast finaler | Endast finaler | Endast finaler |
| Nr             | Land           | Poäng          |
| -------------- | -------------- | -------------- |
| 1              | Armenien       | 20             |
| 2              | Slovenien      | 17             |
| 3              | Makedonien     | 16             |
| 4              | Serbien        | 12             |
| 4              | Albanien       | 12             |

| Finaler och semifinaler | Finaler och semifinaler | Finaler och semifinaler |
| Nr                      | Land                    | Poäng                   |
| ----------------------- | ----------------------- | ----------------------- |
| 1                       | Slovenien               | 56                      |
| 2                       | Serbien                 | 49                      |
| 3                       | Armenien                | 44                      |
| 4                       | Albanien                | 43                      |
| 5                       | Bosnien och Hercegovina | 38                      |

## Kommentatorer och röstavlämnare
| År   | Kommentator(er)                    | Röstningsavlämnare                  |
| ---- | ---------------------------------- | ----------------------------------- |
| 2007 | Dražen Bauković & Tamara Ivanković | Vidak Latković                      |
| 2008 | Dražen Bauković & Tamara Ivanković | Nina Radulović                      |
| 2009 | Dražen Bauković & Tamara Ivanković | Jovana Vukčević                     |
| 2010 | Dražen Bauković & Tamara Ivanković | Montenegro deltog inte i tävlingen. |
| 2011 | Montenegro sände inte tävlingen.   | Montenegro deltog inte i tävlingen. |
| 2012 | Dražen Bauković & Tamara Ivanković | Marija Marković                     |
| 2013 | Dražen Bauković & Tamara Ivanković | Ivana Sebek                         |
| 2014 | Dražen Bauković & Tamara Ivanković | Tijana Mišković                     |
| 2015 | Dražen Bauković & Tijana Mišković  | Andrea Demirović                    |
| 2016 | Dražen Bauković & Tijana Mišković  | Danijel Alibabić                    |
| 2017 | Dražen Bauković & Tijana Mišković  | Tijana Mišković                     |
| 2018 | Dražen Bauković & Ajda Šufta       | Nataša Šotra                        |
| 2019 | Dražen Bauković & Tijana Mišković  | Ajda Šufta                          |
| 2020 | Tävlingen ställdes in.             | Montenegro deltog inte i tävlingen. |
| 2021 | Montenegro sände inte tävlingen.   | Montenegro deltog inte i tävlingen. |
| 2022 | Dražen Bauković                    | Andrijana Vešović                   |
| 2023 | Ivan Maksimović                    | Montenegro deltog inte i tävlingen. |
| 2024 | Ivan Maksimović                    | Montenegro deltog inte i tävlingen. |
| 2025 | Dražen Bauković                    | Marko Vukčević                      |